# Primo (mártir)
San Primo Mártir (301 – 305, aproximadamente) es un mártir cristiano, enviado al suplicio a la tierna edad de 4 años y 8 meses, y venerado como santo por la Iglesia católica.

## Hagiografía
Poco se sabe de la historia de Primo, martirizado ante sus familiares en tiempos del emperador Diocleciano. Quizás fuera hijo de san Claudio y santa Prepedigna - también estos, mártires- y nieto de san Máximo y hermano de san Alejandro y san Agucio. Sin embargo, la edad del pequeño Primo sí es segura, pues la reporta la lápida de la tumba donde se encontró su cuerpo: cuatro años y ocho meses.

## Culto
El cuerpo se descubrió en la catacumba de san Hipólito, en Roma, el 28 de diciembre de 1831. En las excavaciones estuvo presente también el cura jesuita Silvestro Iacopucci, quien obtuvo en donación el cuerpito para poderlo llevar a su localidad, Casabasciana, cerca de Bagni di Lucca. El padre Silvestro murió prematuramente y la obra la llevó a término su hermano, el padre Carlo Antonio Iacopucci, también jesuita, que hizo construir un urna para colocar el cuerpo cubierto con vestidos preciosos. La urna con el cuerpo fue embarcada en un barco que de Civitavecchia navegaba hacia el puerto de Viareggio; ahí el urna, tras haberse detenido en la iglesia de los franciscanos de aquella ciudad, fue llevada en carro hasta Lucca, donde las reliquias fueron veneradas en la iglesia de los Ángeles Custodios. Desde Lucca, finalmente, fue llevada a Bagni di Lucca y de ahí, a hombro, hasta Casabasciana. Era el 25 de mayo de 1833. Para la ocasión todo el pueblo acudió a lo largo de las calles y en procesión. La Iglesia de San Quirico y Julita fue engalanada solemnemente y muchas personas de la región acudieron a la ceremonia.
Desde entonces san Primo se ha convertido en protector del lugar y su gente. Cada año se lo celebra el segundo domingo de agosto y una celebración particular (y muy sentida por los lugareños) se realiza en la tarde del 15 de agosto con el canto del himno del santo. Cada 5 años se lo celebra solemnemente y la urna se lleva en procesión para las rutas de la región (normalmente la urna queda expuesta a la veneración de los fieles bajo el altar mayor).